# Dinamička brtva
Dinamička brtva je strojni dio kojim se osigurava brtvljenje spojeva uzajamno pokretnih dijelova strojeva (vratila i ležaja). Kod dinamičkih brtvi potrebno je optimalno uskladiti dva oprečna zahtjeva:
- što je moguće veći pritisak uzajamno pokretnih površina kako bi se postiglo što je moguće bolje brtvljenje,
- što je moguće manji pritisak uzajamno pokretnih površina kako bi se postiglo što je moguće manje trenje (ušteda energije) i trošenje (dug vijek trajanja).[1]

## Brtvljenje protiv izlaza masti

### Dodirno brtvljenje među dijelovima koji se gibaju
Dodirno brtvljenje među dijelovima koji se gibaju dolazi u obzir za primjenu kako kod pravocrtno pokretljivih dijelova (na primjer vretena ventila i zasuna, stapova i stapajica) tako i kod rotirajućih (na primjer vratila turbokompresora, centrifugalnih i zupčanih crpki i slično). To je povezano s klizanjem brtvenih površina jednih po drugima, a time i s pojavom trenja, gubicima pretvaranjem određenog dijela mehaničke energije u toplinu te trošenjem materijala dijelova spoja. Zbog toga pri ovom načinu brtvljenja podmazivanje je važan činilac. 
Kao i pri dodirnom brtvljenju općenito, tako i u ovom slučaju potreban je određeni brtveni pritisak. S druge strane, da bi se dijelovi zabrtvenog spoja mogli relativno gibati, potrebna je određena zračnost među brtvenim površinama. Ona nije ni poznata ni stalna, već se mijenja s vremenom rada spoja. Međutim, da bi spoj bio nepropustan, ona mora biti dovoljno mala da ne dopusti protjecanje fluida (medija - plinova ili tekućina).
Najstariji način takvog brtvljenja jest s pomoću brtvila koja se nabijaju u brtvenice. Osim toga, za dodirno brtvljenje spojeva dijelova koji se međusobno gibaju upotrebljavaju se još i brtveni prstenovi s opružnim djelovanjem te automatske brtve. Također je primjenjivo i brtvljenje fluidima.

#### Brtve s brusnim djelovanjem
Dodirno zaštitno brtvljenje najjednostavnije se može izvesti s pomoću pustenih prstenova trapeznog presjeka. Pošto je takav način brtvljenja povezan s trenjem, prstenovi se prije ugradnje natapaju vrućim uljem. Unatoč tome treba računati s trošenjem materijala i češćom izmjenom prstenova. Tamo gdje se očekuje jače onečišćenje, ugrađuje se više prstenova odvojeno jedan od drugoga ili u brtvenice jedan do drugoga. Zaštita pustenim prstenovima najviše se upotrebljava pri podmazivanju mašću (na primjer kod valjnih ležaja skoro svih oblika). Pri podmazivanju uljem pusteni se prstenovi upotrebljavaju razmjerno rijetko, jer se brzo natapaju mazivom i počinju ga propuštati.

##### Pusteni prstenovi
Brtvila sprečavaju izlaz maziva, te prodiranje stranih tijela, nečistoće, prašine i tome slično. Za brtvljenje dvodjelnih i višedjelnih, te jednodjelnih ležaja do srednjih brzina vrtnje dovoljni su prsteni od pusta. Prije ugradnje natapaju se vrelim uljem. Trapezasti žljebovi u kućištu deformiraju pravokutni presjek prstena i tlače ga prema vratilu. Kako tlak vremenom popušta, prsteni se kao brtvila za ulje mogu upotrebljavati samo u spoju s drugim dijelovima brtvljenja. Djelovanje im se može pojačati postavljanjem više prstenova jedan iza drugog. Još je bolje brtvljenje s brtvenicama, kod kojih prirubnica drži pod tlakom prstene od pusta. Trenje je kod ovih svakako veće, pa se preporučuje samo za male brzine vrtnje.
Kombinirano zaštitno brtvljenje s pomoću pustenih prstenova i labirinata primjenjivo je u pogonima u kojima dolazi do jakog prašenja. Pri tome se labirinti moraju napuniti mašću. 

##### Nilos prsteni
Za valjne ležaje pokazali su se dobrim takozvani Nilos prsteni. Izrađuju se i za vanjsko brtvljenje i za unutarnje brtvljenje. Jedan brid tlači na vanjski, odnosno na unutarnji prsten ležaja i u njemu izbrusi brtveni žlijeb. Nilos prsteni su osjetljivi na udare. Već zbog malih izbočina postaju neupotrebljivi. Ugradnja mora da bude veoma brižljiva. Prednost im je, osim jeftinoće, laka i jednostavna ugradnja. Radijalni brtveni prsteni su za brtvljenje masti upotrebljivi samo uz određene uvjete.

#### Kombinirana meka brtvila
Osim toga upotrebljavaju se danas i manžete. Taj je način zaštitnog brtvljenja najkvalitetniji, pogotovu pri podmazivanju uljem. Oblici manžeta koji se upotrebljavaju za zaštitno brtvljenje vrlo su brojni. Većinom su to manžete s oprugom. Najčešće se izrađuju s metalnim kućištem ili s dijelovima za ukrućenje. Prednosti manžeta s oprugom su u tome što se jednostavno ugrađuju, zauzimaju malo mjesta i uzrokuju malo trenje.
Kombinirana meka brtvila za nabijanje izrađena od nemetalnih i metalnih materijala imaju oblik sličan pletenicama od vlaknastih materijala. Pri tome jezgra od vlaknastog materijala može biti omotana metalnom folijom ili, obrnuto, metalna jezgra vlaknastim materijalom. 
Grafitna brtvila za nabijanje sastoje se od čistog pahuljičastog grafita, u nekim slučajevima s primjesama od mekih metala (na primjer granulatom ili strugotinama od olova, legura kositra), ili od vlaknastih materijala. Takozvane grafitne cijevčice za armature vodovoda izrađuju se od vlaknaste ljepenke, a grafitiraju se samo površinski.

#### Bezdodirno brtvljenje
Do bezdodirnog brtvljenja dolazi zbog nastalog vrtloženja koje sprečava izlaz ili zbog zaustavljanja nakupljenja maziva u nekom rasporu. Jednostavno brtvljenje zračnošću (rasporom) može se upotrebljavati samo pri maloj brzini vrtnje i neznatnom zagrijavanju, jer mast u rasporu mora da zadrži konzistentnost. Djelotvornije je brtvljenje sa žljebovima u kojima se stvara brtveni masni jastučić. Zavojni žljebovi moraju biti prilagođeni smjeru vrtnje. Mast treba da se pri okretanju vratila tlači u smjeru ležaja. Uobičajene su širine brtvenih raspora od 0,1 do 0,15 mm.
Brtvila s prstenom od pusta mogu se poboljšati prstenima s centrifugalnim djelovanjem. Maziva mast koja izlazi biva djelovanjem centrifugalne sile odbačena tangencijalno, te ne dolazi do prstena od pusta, koji brtvi protiv pristupa nečistoće (pogodno i za podmazivanje uljem). Dodatni labirinti kod dvodjelnih kućišta ležaja sprečavaju izlaz masti i ulaz stranim tjelešcima. Jednostavne ploče zaustavljaju mast u ležaju te sprečavaju njen izlaz. 
Najbolje bezdodirno brtvljenje protiv izlaza masti za jednodjelna kućišta su aksijalni ili uzdužni labirinti, a za dvodjelna kućišta radijalni ili poprečni labirinti. U labirintnim komorama masti se vrtlože. Protiv pristupa nečistoća prikladno je brtvljenje pomoću žljebova za mast i jednostavnim labirintom. Uobičajena širina raspora je od 0,5 do 0,75 mm. Sve raspore i labirinte treba prilikom ugradnje napuniti mašću. Brtvljenje bez dodira radi pouzdano samo onda, ako unutarnji pretlak ne može da istisne mast i ako se raspori ili labirinti okreću centrično. Inače labirinti djeluju kao centrifugalne sisaljke, koje mazivo istiskuju prema van.

## Brtvljenje protiv istjecanja ulja

### Brtvljenje brusnim djelovanjem
Najbolji su se pokazali radijalni brtveni prsteni, koji se mogu ugraditi kao kompletan brtveni dio. To su manšete na koje radijalno (poprečno ili okomito na osovinu) djeluje opruga ili vlastito naprezanje. Zbog zaštite od vanjskih oštećenja mogu dobiti metalno kućište. Materijal manšeta je umjetna guma otporna protiv ulja, rjeđe od kromove kože.
Brtveni rub mora biti okrenut prema mediju (ulju) koje brtvi. Ako se mora brtviti i protiv ulaza prašine, tada brtveni rub mora biti okrenut prema van. Za takve slučajeve bolji su radijalni brtveni prsteni s dodatkom protiv prašine. Manšete od kože mogu se upotrijebiti do brzina klizanja od 6 m/s, i temperature do + 80 °C, a manšete od gume do 28 m/s, i temperature do + 180 °C. Da bi spriječilo brzo trošenje brtve potrebna je najfinija obrada vratila.
Da ne bi došlo do zagrijavanja i oštećenja radijalnih brtvenih prstenova na vratilu, mora do njih stalno dopirati ulje. Svrsishodno je da se prije ugradnje urone u toplo ulje. Prsteni za centrifugalno odbacivanje ulja, labirinti i slično ne smiju se nasađivati ispred brtvenog prstena, da se ne spriječi pristup ulju! I zračni jastuci mogu spriječiti pristup ulju te prouzročiti rad nasuho. U tom slučaju pomažu odzračni utori i provrti. 
Protiv prskanja vode i pristupa pare najbolje brtve su dvostruke kožne manšete. 
Treba primijetiti da radijalni brtveni prsteni brtve protiv izlaska masti samo onda besprijekorno, ako na manšete neprekidno dolazi niskoviskozna ili jače zagrijana mast. Za to su potrebne posebne konstruktivne mjere, na primjer jedna komora za mast između dva radijalna brtvena prstena. Brtvljenje postaje zbog toga skuplje.

#### Brtveni prstenovi s opružnim djelovanjem
Brtveni prstenovi s opružnim djelovanjem za brtvljenje među pokretljivim dijelovima upotrebljavaju se za teže pogonske uvjete pri razmjerno velikim brzinama klizanja i višim temperaturama. Za razliku od brtvila za nabijanje, oni brtve prikladnim dosjedom.
Među ove brtve ubrajaju se prstenovi sa spiralnim steznim oprugama za brtvljenje stapajica parnih strojeva, plinskih motora, Dieselovog motora i motora na stlačeni zrak, kompresora. Osim ovog primjera brtvljenja upotrebljavaju se i jednodijelni, ili prorezani višedijelni prstenovi. Spiralne obuhvatne opruge višedijelnih prstenova ovdje stvaraju prednapon potreban za brtvljenje. 
Ovi prstenovi izrađuju se od bijele kovine, specijalne bronce, lijevanog željeza, sinterovanih materijala i elektrodnog ugljena. Posljednji se obično ne podmazuju. 
Posebna vrsta kliznih brtvenih prstenova s opružnim djelovanjem jesu takozvane stapne opruge ili stapni prstenovi (klipni prstenovi).

#### Brtvenice
Brtvljenje nabijanjem u brtvenice dolazi u obzir najviše za spojeve dijelova koji se gibaju razmjerno sporo. Izvodi se kako s pomoću brtvila od kojih se brtve prave na samome mjestu tako i s pomoću već gotovih brtava. Zajedničko svim tim materijalima jest da oni brtve deformacijama koje nastaju pod utjecajem brtvenog pritiska, zbog čega moraju biti dovoljno meki, pa se u praksi i nazivaju mekim brtvilima. Za tu svrhu uzimaju se nemetalni i metalni materijali. Prvi su ponekad vlakna (prvenstveno kudjeljna, pamučna i nekad azbestna), ali i koža, guma, plastične mase. Meki metali koji se upotrebljavaju za ovaj način brtvljenja jesu olovo, bakar, aluminij, kositar i neke njegove legure. Neki materijali za brtvljenje nabijanjem dobivaju se kombiniranjem mekih nemetalnih i metalnih materijala. Posebnu skupinu materijala za ovaj način brtvljenja čine grafitne i grafitirane brtve koje služe za izravno nabijanje u brtvenice.
Od vlaknastih brtvila za ovu svrhu najviše se upotrebljavaju pletenice s kvadratnim presjekom, ali često se susreću i one s kružnim i pravokutnim presjekom. Već prema namjeni, ova brtvila mogu biti neimpregnirana (suha) ili impregnirana. Najčešće je impregnant mazivo (masne pletenice), koje ne samo osigurava podmazivanje već i služi kao zaštita od kemijskog djelovanja fluida. Osim toga, već prema potrebama impregnanti mogu biti voskovi, elastomeri i druge plastične mase, kao i grafit. 
Od kože, gume i plastičnih masa izrađuju se prstenaste brtve za nabijanje. Opruga brtvenice služi za kompenzaciju nepovoljnog utjecaja toplinskog istezanja (dilatacije) dijelova za brtvljenje.

#### Automatske brtve za dodirno brtvljenje
Automatske brtve za dodirno brtvljenje među pokretnim dijelovima djeluju slično kao automatske brtve među mirujućim dijelovima. Izrađuju se od elastičnih materijala s nadmjerom s obzirom na prostore u koje se ugrađuju. Zbog toga poslije njihove ugradnje na brtvenim površinama spoja već vlada stanoviti brtveni tlak po, a kad spoj dospije pod pogonski tlak pu, brtveni se tlak povećava na veličinu po + pu. Među ovim brtvama najvažnije su profilirane i manžetne brtve.

#### Profilirane brtve
Profilirane brtve (O brtve) za dodirno brtvljenje spojeva pokretljivih dijelova upotrebljavaju se za slične svrhe kao i brtveni prstenovi s opružnim djelovanjem. Najčešće su to prstenovi kružnog presjeka od specijalne gume, ali izrađuju se i od različitih kombinacija materijala (na primjer teflona i metala). Gornje granice područja primjene takvih prstenova dosežu i do 400 °C i 1 000 bara. Za uspješno brtvljenje ovim brtvama i za njihovu trajnost bitno je da klizne površine budu bez oštećenja i da je osigurano izdašno podmazivanje. 

##### Brtvljenje manžetama
Pod manžetnim brtvama razumijevaju se prstenovi od kože, gume, plastičnih masa - s naročitim oblicima presjeka, prema kojima se često i dijele, pa se govori, na primjer, o jednostrukim, dvostrukim (U manžete), u obliku lanca, fazonskim manžetama i tako dalje. Općenito se upotrebljavaju za brtvljenje pri visokim tlakovima, uglavnom tekućih medija, ali i plinova, uz prikladno podmazivanje, kako među dijelovima koji se gibaju pravocrtno tako i među onima koji se vrte. Pri tome je područje primjene manžeta od normalnog materijala ograničeno na umjerene temperature i brzine klizanja. Zbog automatskog djelovanja sve se više upotrebljavaju i za brtvljenje među mirujućim dijelovima. U novije vrijeme upotrebljavaju se i kao zaštitne brtve. 
Način djelovanja manžeta prikazan je na slici. Potporno brtveno djelovanje pogonskog tlaka kod brtvljenja jednostrukom manžetom usmjereno je samo jednostrano (poprečno), a kod dvostruke obostrano (uzdužno i poprečno). Takvo djelovanje tlaka medija može se i negativno odraziti ako su manžete neprikladno stegnute, a njihovi jezici nisu dovoljno priljubljeni na brtvenu površinu. Tada tlak fluida, umjesto da ih još bolje priljubi, može ih odići. To se može spriječiti posebnim mjerama (na primjer naročitim oblikom jezika, osiguranja jezika oprugom, pojačanjem U profila elastičnim materijalom.

### Brtvljenje spojeva pokretljivih dijelova fluidima
Brtvljenje spojeva pokretljivih dijelova fluidima ima dosta sličnosti s bezdodirnim brtvljenjem, od kojeg se razlikuje samo time što brtveni fluid nije sam medij koji se brtvi, već neki drugi. Njegova je glavna prednost što praktički postiže potpunu nepropusnost spoja. Za brtvljenje fluidima najviše služe tekućine, a rjeđe plinovi. Prema nastajanju brtvenog tlaka u brtvenim tekućinama razlikuje se samostalno brtvljenje i brtvljenje dovođenjem tekućine pod tlakom. 
Pri samostalnom brtvljenju tekućina potrebni brtveni tlak nastaje pod utjecajem centrifugalne sile dijelova koji se gibaju (na primjer rotora). Zbog toga ovo brtvljenje dolazi u obzir za primjenu tamo gdje samo jedan dio spoja se vrti. Prema pretpostavkama rotacijskog gibanja i hidraulike, za izračunavanje razlike tlakova Δp koja pri tome može biti zabrtvena stupcem tekućine s visinom h, treba primijeniti izraz:
{\displaystyle \Delta p=(p_{1}-p_{2})\cdot {\frac {d_{v}^{2}-d_{u}^{2}}{8\cdot g}}\cdot \gamma \cdot \omega ^{2}}
gdje je: g - ubrzanje zemljine sile teže, γ - specifična težina brtvene tekućine, ω - kutna brzina vrtnje, p1 - tlak fluida čije istjecanje treba spriječiti, p2 - tlak brtvene tekućine, du - unutarnji promjer fluida čije istjecanje treba spriječiti, dv - vanjski promjer fluida čije istjecanje treba spriječiti. Kad su površine rotora glatke, a sloj brtvene tekućine tanak, umjesto ω u gornji izraz treba staviti ω' = ω/2. Prednost ovog načina brtvljenja je u tome što nema gubitaka brtvene tekućine. 
Pri brtvljenju fluidima koji se dovode izvana, njihov tlak mora biti veći i od tlaka fluida čije se protjecanje među brtvenim površinama želi spriječiti, i od atmosferskog tlaka. Pri tome među brtvenim površinama umjesto fluida protječe brtvena tekućina, što je povezano s gubitcima. Taj se nedostatak može ublažiti smanjivanjem zračnosti među brtvenim površinama i upotrebom gušćih brtvenih tekućina. Međutim, ovaj način brtvljenja ne primjenjuje se sam, nego kao dodatna mjera u nekim slučajevima brtvljenja brtvenicama, a brtvilo ujedno smanjuje gubitke brtvene tekućine.

### Bezdodirno brtvljenje
Ležaji podmazani uljem rade obično s više okretaja nego oni podmazani mašću. Pomoću žlijebova ili prstenova za odbacivanje ulja može se rotiranjem zbog relativno velike centrifugalne sile vratiti ulje preko odvodnih kanala u spremnik za ulje.
Bezdodirno se ne može brtviti ako u ležaju vlada pretlak, ili protiv ulaza stranih tijela. Labirinti brtve sigurno protiv izlaza ulja samo ako se ispred njih nalazi prsten za odbacivanje ulja. Bez takvog prstena došlo bi postepeno do izbacivanja rijetkog maziva.

#### Labirintne brtve
Labirintna brtva je vrsta brtve u kojoj se učinak brtvljenja za plinove i pare postiže razlikom tlaka u nizu raspora između rotora i statora. Ona spada u bezdodirne brtve koje sprječavaju trenje pri velikim brzinama vrtnje.